# ビクトル・ハラ (小惑星)
ビクトル・ハラ (2644 Victor Jara) は小惑星帯に位置する小惑星。ソ連(ロシア)の天文学者ニコライ・チェルヌイフが発見した。
チリのフォルクローレ(ヌエバ・カンシオン)のシンガーソングライターで、発見11日前の1973年9月11日、アウグスト・ピノチェトの軍事クーデターによって虐殺されたビクトル・ハラに因んで命名された。